# Eubulides von Milet
Eubulides von Milet (altgriechisch Εὑβουλίδης Eubulídēs, latinisiert Eubulides Milesius) war ein antiker griechischer Philosoph aus Milet. Er lebte im 4. Jahrhundert v. Chr. In der Philosophiegeschichte zählt man ihn zur Strömung der Megariker.
Eubulides’ Schriften sind verloren; erhalten sind lediglich einige spärliche Testimonien (antike Berichte über Leben und Lehre).

## Leben
Die Lebensdaten Eubulides’ sind unbekannt. Eine Quelle berichtet, dass er in einer Schrift Aristoteles diffamiert haben soll. Dort wird eine 342 oder 341 v. Chr. geschlossene Ehe Aristoteles’ vorausgesetzt; außerdem wird vermutet, dass der 335 v. Chr. verstorbene Philipp II. Adressat der Verleumdung ist. Daraus ergibt sich, dass Eubulides die betreffende Schrift im Zeitraum von 342 bis 335 v. Chr. abgefasst hat. Eine Falschinformation dürfte die Behauptung sein, dass Demosthenes Schüler von Eubulides gewesen sein soll. Laut Diogenes Laertios soll von Eubulides in einer antiken Komödie die Rede gewesen sein. Dort wird er als spitzfindiger und angeberischer Eristiker dargestellt.

## Werk
Die Schriften Eubulides’ sind verloren. Dass Eubulides eine Komödie namens Zecher verfasst haben soll, dürfte eine Fehlinformation sein.
Logische Schlüsse
Eubulides beschäftigte sich mit logischen Schlüssen, insbesondere mit Fehlschlüssen. Man unterschied in der Antike verschiedene Arten von Schlüssen, der man zu ihrer Kennzeichnung Namen gab. In Eubulides Schriften soll von folgenden sieben die Rede gewesen sein: dem Lügner (pseudómenos; siehe Lügner-Paradox), dem Verborgenen (dialanthánōn), der Elektra (Eléktra), dem Verhüllten (egkekalymménos; siehe Fehlschluss des Verhüllten), dem Haufenschluss (sōrítēs; siehe Paradoxie des Haufens), dem Gehörnten (keratínēs; siehe Hörnerfrage) und dem Kahlkopf (phalakrós; siehe Calvus).
Ob Eubulides der Urheber von manchen dieser Schlüsse war, ist unbekannt. Den Haufenschluss hat bereits zuvor Zenon von Elea angewandt. Etwa zur Lebenszeit Eubulides' hat Aristoteles eine umfangreiche Schrift über Fehlschlüsse verfasst, die Sophistischen Widerlegungen, in denen der Verhüllte und der Lügner vorkommen. Ebenfalls unbekannt ist, ob Eubulides die erwähnten Schlüsse nur zu eristischen Zwecken gebraucht hat, oder ob er einen eigenständigen Beitrag zur Wissenschaft der Logik leisten wollte.
Umkehrbarkeit von Aussagen
In Aristoteles’ Analytica priora geht dieser davon aus, dass von den von ihm aufgestellten vier kategorischen Aussagen drei umgekehrt werden können. Nach Alexander von Aphrodisias ging Eubulides hingegen davon aus, dass alle vier konvertierbar seien. Widersprüchlich dazu ist der Bericht von Themistios, der Eubulides die Ansicht zuschreibt, dass Aussagen nicht umkehrbar seien.

## Überlieferung
Die wichtigste Quelle zu Eubulides ist Diogenes Laertios. Weitere Textstellen findet man bei Eusebius von Caesarea, Alexander von Aphrodisias, Sextus Empiricus, Athenaios und Themistios. Dazu kommen einige kurze Erwähnungen bei anderen Autoren. Seit 1990 ist man der Ansicht, dass auch in fragmentarisch erhaltenen Auszügen des 28. Buchs von Epikurs Über die Natur von Eubulides die Rede ist. Eine weitere, möglicherweise Eubulides betreffende Stelle ist bei Aristoteles erhalten.